# Liste der Kreisstraßen im Saalekreis

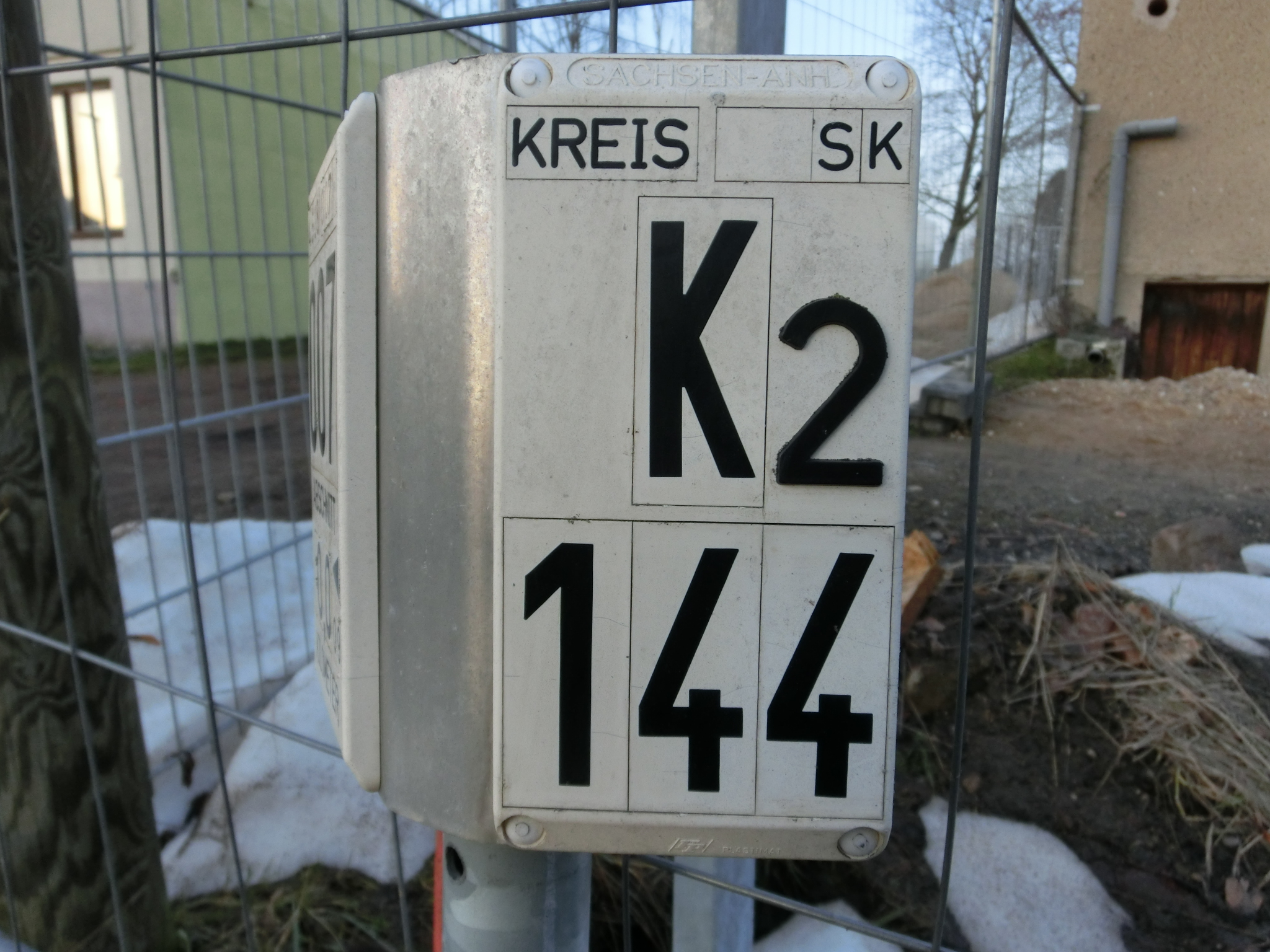
Kennzeichnung einer Kreisstraße im Saalekreis

Die Liste der Kreisstraßen im Saalekreis ist eine Auflistung der Kreisstraßen im Saalekreis, Sachsen-Anhalt. Die Gesamtlänge aller Kreisstraßen betrug am 1. Januar 2012 insgesamt 347 km.

## Liste
Die Kreisstraßen werden landesweit durchnummeriert und behalten die ihnen zugewiesene Nummer bei einem Wechsel in einen anderen Landkreis oder in eine kreisfreie Stadt innerhalb von Sachsen-Anhalt. Nicht vorhandene bzw. nicht nachgewiesene Kreisstraßen werden in Kursivdruck gekennzeichnet, ebenso Straßen und Straßenabschnitte, die unabhängig vom Grund (Herabstufung zu einer Gemeindestraße oder Höherstufung) keine Kreisstraßen mehr sind.
| Nr.    | Verlauf |
| ------ | --- |
| K 2061 | L 144 in Ostrau – Kreisgrenze – (K 2061 im Landkreis Anhalt-Bitterfeld) |
| K 2064 | K 2133 in Kütten – Kreisgrenze – (K 2064 im Landkreis Anhalt-Bitterfeld) |
| K 2065 | (K 2065 im Landkreis Anhalt-Bitterfeld) – Kreisgrenze – Mösthinsdorf – Kreisgrenze – (K 2065 im Landkreis Anhalt-Bitterfeld)                                                             |
| K 2074 | (K 2074 im Landkreis Anhalt-Bitterfeld) – Kreisgrenze – L 144 |
| K 2108 | Gödewitz – L 159 |
| K 2110 | (K 2110 im Salzlandkreis) – Kreisgrenze – Dalena – L 50 in Domnitz |
| K 2111 | Eismannsdorf – K 2135/K 2136 in Niemberg |
| K 2112 | L 141 in Brachstedt – Hohen |
| K 2113 | L 141 in Brachstedt – Wurp |
| K 2114 | (K 2114 in Halle (Saale)) – Kreisgrenze – Obermaschwitz |
| K 2115 | Räther – L 156 in Krimpe |
| K 2116 | Johannashall – L 157 |
| K 2117 | Döblitz – Friedrichsschwerz – L 162 |
| K 2118 | Deutleben – K 2125 |
| K 2119 | Trebitz – L 145 – Petersberg – K 2132 – K 2133 in Drobitz |
| K 2120 | (K 2120 im Salzlandkreis) – Kreisgrenze – Rothenburg – Kreisgrenze – (K 2120 im Landkreis Mansfeld-Südharz)                                                                              |
| K 2121 | /L 137 in Schwittersdorf – Löbejün – L 147 – L 144 |
| K 2122 | Dobis – L 156 |
| K 2123 | (K 2123 im Landkreis Mansfeld-Südharz) – Kreisgrenze – K 2124 in Beesenstedt |
| K 2124 | L 159/L 160 in Schwittersdorf – Beesenstedt – K 2123 – Zörnitz |
| K 2125 | L 156 – Neutz – K 2118 – L 50 – L 147 in Nauendorf |
| K 2126 | L 147 in Merbitz – Krosigk – L 147 in Kaltenmark |
| K 2127 | L 156/L 157 in Zaschwitz – Pfützthal – Salzmünde – L 159 – L 173 – Schlepzig – Kreisgrenze – (K 2127 in Halle (Saale))                                                                   |
| K 2128 | L 159 – Gorsleben – Schochwitz – L 156 |
| K 2129 | (K 2129 im Landkreis Mansfeld-Südharz) – Kreisgrenze – L 156 in Höhnstedt |
| K 2131 | Lieskau – Kreisgrenze – (K 2131 in Halle (Saale)) |
| K 2132 | L 144 in Ostrau – Drehlitz – K 2119 in Petersberg |
| K 2133 | L 144 in Ostrau – Drobitz – K 2119 – Kütten – K 2064 – L 145 in Nehlitz |
| K 2134 | L 145 in Sennewitz – Gutenberg – Oppin – L 141 – K 2135 |
| K 2135 | L 143 – Schwerz – K 2137 – Niemberg – K 2111 – K 2136 – K 2134 – Plößnitz – Braschwitz – /L 167                                                                                          |
| K 2136 | L 141 in Brachstedt – K 2135 – Niemberg – K 2111 – /L 168 in Hohenthurm |
| K 2137 | K 2135 in Schwerz – Spickendorf – Wölls-Petersdorf – Gütz – L 143 in Landsberg |
| K 2138 | Dammendorf – L 143 |
| K 2139 | L 143 in Landsberg – Reinsdorf – Reußen – L 168 – Klepzig – L 165 – K 2144 – Naundorf – Kleinkugel – K 2145 – L 167 in Zwintschöna                                                       |
| K 2140 | L 143 in Gollma – Lohnsdorf – K 2142 – Sietzsch – K 2141 – Landesgrenze – (Sachsen) |
| K 2141 | K 2142 – Sietzsch – K 2140 – Landesgrenze – (K 7435 im Landkreis Nordsachsen, Sachsen)                                                                                                   |
| K 2142 | K 2140 in Lohnsdorf – Emsdorf – K 2141 – Bageritz – L 165 – Landesgrenze – (K 7431 im Landkreis Nordsachsen, Sachsen)                                                                    |
| K 2143 | L 168 in Osmünde – Gottenz |
| K 2144 | (K 2144 in Halle (Saale)) – Kreisgrenze – Dölbau – Naundorf – K 2139 – L 168 in Osmünde                                                                                                  |
| K 2145 | (K 2145 in Halle (Saale)) – Kreisgrenze – L 167 – K 2139 in Kleinkugel |
| K 2146 | L 173 in Raßnitz – Röglitz – – Großkugel – Beuditz – Landesgrenze – (K 7433 im Landkreis Nordsachsen, Sachsen)                                                                           |
| K 2147 | L 173 in Eisdorf – Zscherben – Kreisgrenze – (K 2147 in Halle (Saale)) |
| K 2148 | L 143 in Gollma – Landesgrenze – (K 7436 im Landkreis Nordsachsen, Sachsen) |
| K 2149 | (K 2317 im Landkreis Mansfeld-Südharz) – Kreisgrenze – ohne Abzweig einer klassifizierten Straße – Kreisgrenze – (K 2149 im Landkreis Mansfeld-Südharz) – Kreisgrenze – L 164 in Etzdorf |
| K 2150 | L 173 – L 163 in Holleben |
| K 2151 | (K 2151 in Halle (Saale)) – Kreisgrenze – Röpzig – L 171 |
| K 2155 | L 163 in Delitz am Berge – L 163/L 172 in Bad Lauchstädt |
| K 2156 | /L 163 – L 172 in Bischdorf |
| K 2157 | L 163 – Dörstewitz – Dörstewitz Bahndamm – … – /L 163 – L 172 in Bad Lauchstädt |
| K 2158 | L 163 in Krakau – Burgstaden – Milzau – L 172 in Bischdorf |
| K 2159 | L 172/L 177 in Schafstädt – K 2161 in Niederwünsch |
| K 2160 | L 177 in Langeneichstädt – K 2161 in Oberwünsch |
| K 2161 | L 163 – Niederwünsch – K 2159 – Oberwünsch – K 2160 – L 163 |
| K 2162 | Langeneichstädt Nord – L 177 – L 163 in Stöbnitz |
| K 2163 | – Albersroda – K 2164 – Schnellroda – K 2265 – K 2164 – L 163 in Mücheln |
| K 2164 | K 2163 in Albersroda – K 2163 in Mücheln |
| K 2173 | L 178 – L 181 |
| K 2174 | L 91 in Merseburg – Atzendorf – Geusa – Blösien – Frankleben – K 2680 – L 178 – … – L 181 – – Kreisgrenze – (K 2174 im Burgenlandkreis) – Kreisgrenze – L 182 in Spergau                 |
| K 2175 | L 187 in Kirchfährendorf – Kreisgrenze – (K 2175 im Burgenlandkreis) |
| K 2176 | L 182 in Leuna – Kröllwitz – L 187 |
| K 2177 | L 183 – Lössen – Löpitz – L 181 in Tragarth |
| K 2178 | L 181 in Göhren – Zweimen – Dölkau – L 185 in Horburg |
| K 2179 | L 180 in Kötzschau – Rampitz – Thalschütz – L 187 |
| K 2180 | L 187 – Tollwitz – Zöllschen – L 184 |
| K 2181 | L 187 in Bad Dürrenberg – Goddula – K 2182 – Kreisgrenze – (K 2181 im Burgenlandkreis)                                                                                                   |
| K 2182 | K 2181 in Goddula – Oebles-Schlechtewitz – Kreisgrenze – (K 2182 im Burgenlandkreis) |
| K 2265 | in Barnstädt – K 2266 – Jüdendorf – L 177 – K 2163 in Schnellroda |
| K 2266 | L 176 – Obhausen – K 2267 – L 172 – Nemsdorf-Göhrendorf – K 2265 |
| K 2267 | K 2266 in Obhausen – Asendorf – Dornstedt – L 177 in Steuden |
| K 2268 | L 176 – Schraplau – Kreisgrenze – (K 2268 im Landkreis Mansfeld-Südharz) |
| K 2269 | in Oberfarnstädt – Unterfarnstädt – Klein-Alberstedt – Alberstedt – K 2270 – Kreisgrenze – (K 2269 im Landkreis Mansfeld-Südharz)                                                        |
| K 2270 | (K 2270 im Landkreis Mansfeld-Südharz) – Kreisgrenze – K 2269 in Alberstedt |
| K 2271 | – K 2272 – Gatterstädt – Lodersleben – L 219 – Leimbach – L 172 – Oberschmon |
| K 2272 | (K 2272 im Landkreis Mansfeld-Südharz) – Kreisgrenze – Gatterstädt – Pretitz –K 2271 –                                                                                                   |
| K 2273 | Landgrafroda – L 172 in Ziegelroda |
| K 2678 | Weißenschirmbach – Pretitz – K 2679 – Liederstädt – |
| K 2679 | K 2678 in Pretitz – Vitzenburg – Kreisgrenze – (K 2679 im Burgenlandkreis) |
| K 2680 | K 2174 in Frankleben – in Beuna |
| K 2681 | /L 176 – Esperstedt – L 164 |

## Abkürzungen
- K: Kreisstraße
- L: Landesstraße